# مقاطعة بولفا
مقاطعة بولفا (بالإنجليزية: Põlva County)‏ هي مقاطعة في إستونيا، تتبع إستونيا، بلغ عدد سكانها 27٬641  نسمة، في 1 يناير 2014، عاصمتها بولفا، تبلغ مساحتها 2٬164٫77 كيلومتر مربع.